# Tanintharyiregionen
Tanintharyiregionen är en region i Myanmar. Den ligger i den södra delen av landet, 800 km söder om huvudstaden Naypyidaw. Antalet invånare är 1 383 287. Arean är 43 345 kvadratkilometer. Tanintharyiregionen gränsar till Monstaten.
Tanintharyiregionen delas in i:
- Dawei District
- Myeik District
- Kawthaung District
- Dawei
- Tanintharyi
- Kawthoung
- Launglon
- Yebyu
- Palaw
- Thayetchaung
- Myeik
- Kyunsu
- Bokpyin

Följande samhällen finns i Tanintharyiregionen:
- Myeik
- Dawei